# Jürgen Pohl (Mediziner)
Jürgen Pohl (* 2. April 1970 in Düsseldorf) ist ein deutscher Facharzt und Professor für Innere Medizin und Gastroenterologe.

## Leben
Pohl studierte von 1991 bis 1998 Humanmedizin an der Universität Düsseldorf. Von 1996 bis 1997 war er Forschungsstipendiat am Albert Einstein College of Medicine in den USA. 1998 wurde er an der Universität Düsseldorf promoviert; 2005 erfolgte die Verleihung der Venia Legendi im Fach „Innere Medizin“ durch die Universität Heidelberg. Er erwarb Facharzttitel für Innere Medizin (2004) und Gastroenterologie (2006) sowie die Zusatzbezeichnungen „Notfallmedizin“ (2003), „internistische Tumortherapie“ (2010) und „internistische Intensivmedizin“ (2010). Von 2008 bis 2009 studierte Pohl berufsbegleitend „Gesundheitsökonomie“ an der European Business-School in Oestrich-Winkel.
2009 wurde ihm eine außerplanmäßige Professur an der Universität Heidelberg für wissenschaftliche Arbeiten zum Thema interventionelle Endoskopie verliehen.
Pohls ärztlicher Werdegang an Kliniken umfasste bisher folgende Positionen: Assistenzarzt in der Klinik für Gastroenterologie / Hepatologie an der Universität Heidelberg (1998 bis 2005), Geschäftsführender Oberarzt (HSK) und oberärztliche Leitung der Endoskopie in der Dr.-Horst-Schmidt-Klinik Wiesbaden (2007 bis 2013) und Chefarzt der Klinik für Gastroenterologie und interventionelle Endoskopie am Klinikum im Friedrichshain mit Standort Prenzlauer Berg, Berlin (2013 bis 2015). Ende 2015 übernahm Pohl als Chefarzt die Leitung der Klinik für Gastroenterologie und interventionelle Endoskopie an der Asklepios Klinik Altona.

## Klinisch-wissenschaftlicher Beitrag
Schwerpunkt der klinischen und wissenschaftlichen Tätigkeit Pohls ist die diagnostische und interventionelle Endoskopie. Als Oberarzt wirkte er an der weltweiten Etablierung endoskopischer Abtragungstechniken für die Entfernung von Frühtumoren in der Speiseröhre, im Magen und Dickdarm mit. Aus wissenschaftlichen Arbeiten des Forscherteams stammen Studien, die zur Standardisierung dieser Methoden beigetragen haben. Durch endoskopische Operationen mit Miniaturmessern können so durch moderne Techniken wie der endoskopischen Submukosadissektion (ESD) Tumoren ohne Schnitt von außen endoskopisch entfernt werden. Ein weiterer Schwerpunkt seiner klinischen und wissenschaftlichen Tätigkeit ist die Cholangioskopie, d. h. die direkte Spiegelung der Gallenwege und der Bauchspeicheldrüse durch Endoskopie. Er veröffentlichte hierzu die ersten großen europäischen Serien zu Techniken, die die Früherkennung und Therapie von Gallenwegstumoren und die Therapie komplexer Gallensteinleiden erlauben. 2015 trat er die Nachfolge von Friedrich Hagenmüller als Chefarzt in der gastroenterologischen Abteilung der Klinik Altona an. Die Gastroenterologie arbeitet dort in einem neuartigen Kooperationskonzept eng mit der Viszeralchirurgie (Gero Puhl) zusammen. Pohl wurde gleichzeitig einer von drei Veranstaltern des Kongresses „Endo Club Nord“. Dieses zweitägige Forum für Mediziner, Pflegepersonal und Studierende ist der weltweit größte Kongress mit Live-Endoskopie. Kernstück sind die Live-Übertragungen aus den drei beteiligten Kliniken, in denen führende Gastroenterologen bewährte und innovative endoskopische Verfahren mit moderner Endoskop- und Prozessortechnologie demonstrieren sowie im Dialog mit den Moderatoren des Kongresses erläutern.
Pohl wirkte maßgeblich an den aktuellen europäischen Leitlinien „European Society for Gastrointestinal Endoscopy (ESGE)“ mit und publizierte zu den Themen:
- Behandlung von Gallensteinen,
- Resektion von kolorektalen Polypen und Frühtumoren,
- Diagnostik und Behandlung der Primär sklerosierenden Cholangitis (PSC),
- Bildgebung der Gallenwege,
- Fortgeschrittene Bildgebung zur Detektion und Differenzierung kolorektaler Polypen.

## Redaktionsmitgliedschaften
Pohl ist seit 2012 Editor-in-chief des Video Journal of Gastrointestinal Endoscopy und seit 2015 im Editorial Advisory Board des VideoGIE Journal.

## Publikationen
- Publikationsliste Jürgen Pohl (PubMed)